# Arhodia carnea
Arhodia carnea là một loài bướm đêm trong họ Geometridae.